# Pirógeno
Un pirógeno es cualquier agente productor de fiebre, es decir, sustancias que actuando sobre los centros termorreguladores del hipotálamo producen un aumento de temperatura (fiebre). Por lo general son moléculas de alto peso molecular y de naturaleza polimérica, como los lipopolisacáridos. Un pirógeno puede ser microbial, como los productos de la pared celular de bacterias, o externo como el lipopolisacárido (LPS), también conocido como endotoxina.

## Tipos
La interleucina-1, una citocina, es el principal pirógeno endógeno. Las citocinas que causan fiebre son llamadas citocinas pirógenas. También es un importante pirógeno el liposacárido componente de la pared celular de las bacterias gram negativas.